# Erebia persephone
Erebia persephone är en fjärilsart som beskrevs av Eugen Johann Christoph Esper 1806. Erebia persephone ingår i släktet Erebia och familjen praktfjärilar. Inga underarter finns listade i Catalogue of Life.